# برايان جونز (لاعب كرة سلة مواليد 1978)
برايان جونز (بالإنجليزية: Brian Jones)‏ مواليد 17 يناير 1978 في لوس أنجلوس، هو لاعب كرة سلة أمريكي. بدأ مسيرته الاحترافية في سنة 2003. يلعب مع فريق نيكار ريزن لودفيغسبورغ كلاعب هجوم خلفي. يبلغ طوله 6 قدم 3 بوصة (1.9 م).